# Krzywiczki
Krzywiczki – przysiółek wsi Krzywice w Polsce położona w województwie lubelskim, w powiecie chełmskim, w gminie Chełm.
Do 2023 miejscowość była samodzielną wsią.
W latach 1867–1945 miejscowość była siedzibą gminy Krzywiczki.
W latach 1975–1998 miejscowość administracyjnie należała do województwa chełmskiego.

## Historia
Krzywiczki notowane są od roku  1737. W roku 1796 występują dwie wsie   Krzywiczki Królewskie i Pisarskie  (Geograficzno-statystyczno opisanie parafiów Królestwa Polskiego w 1796 przez K. Pertheesa Geografa Króla Stanisława Augusta, t. I 158 s.91).
Według Słownika geograficznego Królestwa Polskiego Krzywiczki w wieku XIX  to wieś w powiecie chełmskim (1867-1975) ówczesnej gminie Krzywiczki, parafii łacińskiej Kumów (obecnie Kumów Majoracki, Kumów Plebański) rusińskiej w Chełmie. W 1827 r. spisana została jako wieś duchowna, posiadała 8 domów i 44 mieszkańców, w 1883 majorat. We wsi mieścił się urząd gminy. Gmina Krzywiczki należała do sądu gminnego okręgu III w osadzie Rejowiec, stacja pocztowa w  Chełmie odległa o 6 wiorst. Obszar gminy wynosił 29 895 mórg a ludności było 4916 osób. W gminie było 9 szkół początkowych, 5 młynów wodnych, 3 wiatraki, 2 browary, smolarnia i cegielnia. W skład gminy wchodziły wówczas: Bieławin, Depułtycze Królewskie, Depułtycze Ruskie, Gotówka, Gotówka Niemiecka, Krzywice, Krzywiczki, Łanowe Sołtysy, Obłonie, Piaski, Pokrówka, Rożdżałów, Serebryszcze, Strachosław, Strupin, Stańków, starostwo Trubaków, Udalec, Zagroda, Żółtańce.
W 1921 wieś zamieszkiwało 65 osób, w tym 55 Polaków i 10 Ukraińców (Rusinów). Pod względem wyznaniowym 55 osób stanowili rzymscy katolicy, a pozostałe 10 prawosławni.